# Sphaerocardamum
Sphaerocardamum é um género botânico pertencente à família Brassicaceae.